# Майнорс, Уильям
Уильям Майнорс (англ. William Mynors) — английский мореплаватель, капитан судна «Royal Mary», принадлежавшего Английской Ост-Индской компании.
В 1643 году в день католического Рождества (25 декабря) в ходе экспедиции по исследованию восточного участка Индийского океана он открыл неизвестный и необитаемый остров, который назвал в честь праздника островом Рождества.